# Scopi
Scopi är ett berg i Schweiz.   Det ligger i regionen Surselva och kantonen Graubünden, i den sydöstra delen av landet, 110 km öster om huvudstaden Bern. Toppen på Scopi är 3 190 meter över havet, eller 930 meter över den omgivande terrängen. Bredden vid basen är 16,5 km.
Terrängen runt Scopi är huvudsakligen bergig. Närmaste större samhälle är Disentis, 14,7 km norr om Scopi. 
Trakten runt Scopi består i huvudsak av gräsmarker. Runt Scopi är det mycket glesbefolkat, med 4 invånare per kvadratkilometer.